# Michał Arct (1904–1944)
Michał Arct, pseud. St. Monar (ur. 6 lutego 1904 w Warszawie, zm. 2 września 1944 w Warszawie) – polski księgarz i pisarz. 

## Życiorys
Był najstarszym synem księgarza i wydawcy Zygmunta Arcta i pisarki Marii Buyno-Arctowej, wnukiem księgarza Michała Arcta oraz bratem lotnika i pisarza Bohdana Arcta.
Od 1928 pracował w rodzinnych Zakładach Wydawniczych M. Arct. Po śmierci ojca w 1935 został członkiem zarządu tej firmy. Napisał kilka książeczek dla dzieci. Był członkiem zarządu Polskiego Towarzystwa Wydawców Książek. W latach 1933–1939 wiceprezes Towarzystwa Przyjaciół Związku Strzeleckiego Warszawa-Południe.
Podczas II wojny światowej należał do tajnej Tymczasowej Rady Księgarstwa. Zginął 2 września 1944 roku, rozstrzelany w czasie powstania warszawskiego.

## Twórczość
- O rycerzu Giewoncie: ballada, 1924
- W drodze do stajenki: obrazek sceniczny w dwóch odsłonach, 1924
- Piękno w książce, 1926
- Jak powstaje książka, 1929
- Wesoły strach: wesołe wiersze, 1929
- Własny tor, 1930
- Gadające źródło, 1932
- Ogród białego smoka, 1932
- Wilcza jama, 1932